# Fortuna (Danceprojekt)
Fortuna war ein belgisches Danceprojekt, das in den frühen 1990ern aktiv war.
Die Formation bestand aus den Musikproduzenten Michel Bellens und Eric Bonnast, der unter dem Pseudonym Rick Restanques auftrat. Unterstützt wurden sie von der Sängerin Satenig. Sie fanden sich 1991 zusammen, um O Fortuna aus Carl Orffs Carmina Burana in einer Danceversion herauszubringen. Die Single kam in den belgischen Charts auf die vorderen Plätze, in den Niederlanden erreichte sie im Frühjahr 1992 die Spitzenposition. Die nachfolgende Single Mea Culpa konnte diesen Erfolg nicht mehr wiederholen, wie auch nicht Amenophis aus dem Jahr 1992. Ebenfalls unter dem Titel Amenophis wurde 1992 ein volles Album herausgebracht.
Da die Erben von Carl Orff gerichtlich gegen die Veröffentlichung von O Fortuna vorgingen, mussten die Tonträger letztlich vom Markt genommen werden. Dies traf auch das belgische Projekt Apotheosis, das zur selben Zeit wie Fortuna eine Technoversion von O Fortuna herausgebracht hatte, die sich ebenfalls in den Charts platzieren konnte.

## Diskografie

### Singles
- 1991: O Fortuna
- 1991: Mea Culpa
- 1992: Amenophis

### Album
- 1992: Amenophis